# Hoplia advena
Hoplia advena är en skalbaggsart som beskrevs av Brenske 1894. Hoplia advena ingår i släktet Hoplia och familjen Melolonthidae. Inga underarter finns listade i Catalogue of Life.